# سوبسترا
سوبسترا ماده‌ای است که آنزیم بر آن اثر می‌کند و تحت تاثیر آنزیم‌ها، سوبسترا تغییر می‌کند و به یک یا تعدادی محصول تبدیل می‌شود. هر یک از مولکول‌های زیستی و آلی، حتی در بعضی موارد یون‌ها، می‌توانند سوبسترا باشند.